# Baeoura triquetra
Baeoura triquetra är en tvåvingeart som först beskrevs av Alexander 1958.  Baeoura triquetra ingår i släktet Baeoura och familjen småharkrankar.
Artens utbredningsområde är Sri Lanka. Inga underarter finns listade i Catalogue of Life.